# 1933年11月德国国会选举
1933年11月德国国会选举于1933年11月12日在德國举行。这是纳粹党在3月通过《授权法》完全掌权以来第一次举行的选举，除了纳粹党黨员外只有少数被称为嘉宾的无党派成员参加了本次选举。根據1933年7月14日頒布的《禁止新組政黨法》第一條宣布納粹黨為德國現存的唯一政黨。因此，1933年11月12日「選舉」出來的國會僅由納粹黨黨團組成。非納粹黨議員的國會議員則被列為納粹黨議會黨團的特別議員。根據官方選舉結果，共收到超過4300萬張選票，其中92.1%投給了納粹黨。
本次國會共召開了七次會議。